# Chaoborus stonei
Chaoborus stonei är en tvåvingeart som beskrevs av Lane 1942. Chaoborus stonei ingår i släktet Chaoborus och familjen tofsmyggor. Inga underarter finns listade i Catalogue of Life.